# Katsukiyo Kubomatsu
Dans ce nom japonais, le nom de famille, Kubomatsu, précède le nom personnel.
Katsukiyo Kubomatsu (久保松勝喜代, Kubomatsu Katsukiyo) (1894-1941) est un joueur de go professionnel. Il a influencé divers aspects de ce jeu. Il est promu neuvième dan par le Nihon Ki-in et le Kansai Ki-in en 2009, 67 ans après sa mort.